# Cryptopimpla helvetica
Cryptopimpla helvetica là một loài tò vò trong họ Ichneumonidae.